# Fóbia
A fóbia indokolatlan viszolygás vagy ösztönös félelem meghatározott tárgyaktól, helyzetektől vagy személyektől, amely(ek) igazolhatatlan voltát a személy is felismeri, de szabadulni nem tud tőle.

## A betegség típusai
A pszichológusok a fóbiákat három fő csoportra osztják:
- szociális fóbiák – a beteg bénító félelmet érez a társasági és szakmai találkozók és összejövetelek miatt, és egyáltalán minden olyan helyzetben, ahol társaságban kell lennie,
- pánikbetegség – amikor a beteg minden különösebb ok nélkül retteg, halálfélelme, ún. pánikrohama van,
- speciális fóbiák – amikor a beteg valami meghatározható dologtól fél, például a zárt terektől, kígyótól, macskától stb.

E három típus közül a harmadik a legkönnyebben kezelhető, amiben nincs is semmi meglepő, mivel ezt a legkönnyebb a külső szemlélőnek megértenie, és a kiváltó okok is itt azonosíthatók a legkönnyebben.

## A fóbiák magyarázatai
Mindegyik pszichológiai modell kínál elveivel és fogalmaival konzisztens magyarázatokat a fóbiák kialakulására. Míg egykor Sigmund Freud pszichodinamikus megközelítése volt a legáltalánosabban elfogadott, ma inkább a behaviorista szemlélet váltja ki a legtöbb érdeklődést.

### Pszichodinamikus magyarázatok
Freud szerint a fóbiák hátterében a szorongás kontrollálása érdekében mozgósított védekező mechanizmusok, az elfojtás és az áttolás eltúlzott alkalmazása áll. Ilyen esetekben egyre mélyebben igyekszünk süllyeszteni tudattalanunkba a szorongáskeltő impulzusainkat (elfojtás), félelmeinket pedig könnyebben kontrollálható semleges tárgyakra vagy helyzetekre próbáljuk vetíteni (áttolás). Előfordul, hogy a félelem új tárgya valamilyen kapcsolatban áll a fenyegető impulzusokkal, de ennek a fóbiás személy általában nincs tudatában.

### Behaviorista magyarázatok
A behavioristák úgy gondolják, hogy a fóbiás embereket először kondicionálás útján megtanulnak félni a rettegett tárgyaktól, helyzetektől és eseményektől, majd mindent elkövetnek azért, hogy elkerüljék őket. Ezáltal félelmeik még kifejezettebbek lesznek.

#### A félelem és elkerülés tanulása
A behavioristák szerint az eredetileg nem félelemkeltő tárgyakról való rettegés elsajátítása klasszikus kondicionálás segítségével történik. Két, egymáshoz időben közel álló esemény összekapcsolódik a megfigyelő képzetében, aki mindkettőre hasonló módon fog reagálni. Ha az egyik félelmet vált ki, akkor a másik is azt fog.
A félelmi reakciók elsajátítása modellkövetés, azaz megfigyelés és utánzás útján is lehetséges, más emberek bizonyos tárgyaktól vagy eseményektől való félelmének megfigyelésén, majd utánzásán keresztül. Ha például egy kisfiú édesanyja nagyon fél a betegségtől, az orvosoktól és a kórháztól, akkor egy idő után – kellő mennyiségű ezzel kapcsolatos tapasztalat birtokában – a fiú is félni fog tőlük.
Hogyan lesz hosszan fennmaradó fóbia egy félelmet kiváltó élményből? Miért nem vette észre a kisfiú azt, hogy a betegségek elmúlhatnak, az orvosok és a kórház pedig inkább a javukra van? A behavioristák ismerik a kioltás jelenségét, azt, hogy a félelmet kiváltó tárggyal történő többszörös és kedvező kimenetelű, veszélytelen találkozás csökkenti a félelmet. A később fóbiássá váló emberek azonban nem adnak erre lehetőséget, ugyanis félelmük tárgyait minden igyekezetükkel megpróbálják elkerülni. Valahányszor fenyegető közelségbe kerülnek hozzá, villámgyorsan elmenekülnek, sőt előzetes terveket dolgoznak ki az esetleges találkozások elkerülésére.
Behaviorista szempontból az elkerülő viselkedések operáns kondicionálás útján alakulnak ki, mely során az ismételten jutalommal járó viselkedések rögzülnek. Sajnos az elkerülés a félelmi válaszok elraktározásával is jár, hiszen a fóbiások egyszerűen nem kerülnek elég gyakran kapcsolatba rettegett tárgyaikkal ahhoz, hog félelmeik alaptalanságáról meggyőződhessenek.
A behavioristák elképzelhetőnek tartják, hogy a tanult specifikus félelmek akkor válnak generalizált szorongássá, amikor túl sok van belőlük, azaz amikor az úgynevezett ingergeneralizáció útján egy adott reakciót egyre több, az eredetihez hasonló inger is kiválthat. A sok megrázó élményt kiváltó személy sok félelmet kiváltó ingerrel fog találkozni, majd az ezekre adott félelmi reakciókat generalizálja tovább, hasonló ingerekre. Az ily módon kialakított, egyre növekvő számú félelem válik azután egyszer csak generalizált szorongássá.

### Behaviorista-biológiai magyarázatok
Egyes, például az állatok, a magasság és a sötétség iránt mutatott fóbiák lényegesen gyakrabban fordulnak elő, mint mások, például a hús, a fű vagy a házak iránt mutatott, amiből a behavioristák gyakran vonják le azt a következtetést, hogy az emberi faj rendelkezik bizonyos prediszpozícióval egyes félelmek kialakítására. A feltételezett jelenséget felkészültségnek hívják, mondván, hogy az emberek elméletileg jobban hajlamosak bizonyosfajta fóbiák kialakítására, mint másokéra.

## Gyakori fóbiák
- klausztrofóbia
- sérülés-, injekció-, fogorvosfóbia
- magasság
- állatok (kígyó, madár, patkány stb.)
- vér látványa
- víz (fürdés tóban, tengerben)
- bármilyen rovar
- repülés
- vihar, mennydörgés, villám
- nyílt tér agorafóbia
- triszkaidekafóbia
- xenofóbia

## Ritka fóbiák
- A kozmikofóbia az, amikor valaki a pánikbetegséghez hasonlatos módon irtózik a világegyetem felfoghatatlan végtelenségétől. Az ilyen betegségben szenvedő emberek általában hatalmas stresszt és nyomást éreznek, ha éjszaka tiszta időben a csillagos ég alatt kell tartózkodniuk. Nagyon ritkán előforduló betegség, a felmérések szerint 10000 emberből 1 szenved eme tünettől.
- A dextrofóbia az, amikor valaki fél a tőlük jobbra elhelyezkedő tárgyaktól.

## Ábrázolása filmekben és tévéműsorokban
- Monk – A flúgos nyomozó
- Nicholas Edwards: Arachnophobia című regénye, ami az azonos című film forgatókönyvéből készült
- Roy Scheider a Cápa című filmben vízfóbiás rendőrfőnököt alakított
- A Doc Martin című tévésorozatban a címszereplő orvos vérfóbiától (haemaphobia) szenvedett
- Sandra Bullock a Nász-ajánlat című filmben kutyafóbiás könyvfőszerkesztőt játszott
- Jean Reno a Bíbor folyók című filmben kutyafóbiás
- Karl Markovics Stockinger szerepében a Rex felügyelő sorozatban kutyafóbiás
- Belphegor – A Louvre fantomja című filmben a fantom a teremőrök fóbiáit ellenük fordítva gyilkol
- Matthew Perry Chandler Bing szerepében a Jóbarátok sorozatban kutyafóbiás
- Mikage szentélyisten a Kami-sama Hajimemashita (Kamisama Kiss) című animében kutyafóbiás